# Кёк-Кашат
Кёк-Кашат (кирг. Көк-Кашат) — село в Таласском районе Таласской области Кыргызстана. Входит в состав Джергеталского аильного округа. Код СОАТЕ — 41707 232 810 04 0.

## Население
По данным переписи 2009 года, в селе проживало 1977 человек.